# Стево Симски
Стево Симски (на македонска литературна норма: Стево Симски) е поет, разказвач, романист и писател за деца от Северна Македония.

## Биография
Роден е на 7 септември 1953 г. в Ябука, тогава във Федеративна народна република Югославия. Работи като учител по македонски литературен език в продължение на 15 години. Симски работи в Министерството на външните работи на Северна Македония.

## Творчество
- „Бродот нуркач“ (поема за деца, 1991),
- „Лаѓа од картон граѓа“ (скоропоговорки, 1992),
- „Ѕвездена порта“ (роман, 1993),
- „Источен ѕид“ (поезия, 1999),
- „Раѓање на ангелот“ (поема, 2001),
- „Зимска шапка“ (разкази, 2002),
- „Виолетов дожд“ (разкази, 2004),
- „Недеремено око“ (поезия, 2008)

Носител е на множество награди от конкурси за кратки разкази, а също така е автор на телевизионни сценарии, които са снимани от Македонската радио-телевизия. Печели наградата „Григор Пърличев“ за поемата „Раѓање на ангелот“.